# Is Survived By
Is Survived By ist das dritte Studioalbum der US-amerikanischen Post-Hardcore-Band Touché Amoré. Das Album wurde am 24. September 2013 auf dem Label Deathwish veröffentlicht.

## Hintergrund und Stil
Auf Is Survived By sind die Texte positiver als auf den beiden vorherigen Alben der Band ausgefallen. Dies läge vor allem daran, dass Songwriter Jeremy Bolm sich stärker auf die guten Seiten des Lebens konzentriere. Zentral auf dem Album war der Gedanke, was von einem Menschen übrig bleibt, wenn er stirbt.
Passend zum Text ist auch die Musik melodischer, positiver und die Lieder länger geworden.
Jeremy Bolm begründete diesen Umschwung im Vergleich zu den Vorgängeralben folgendermaßen:

„Viele Leute denken, das zweite Album sei immer das schwerste, aber gerade als Hardcore-Band ist das dritte viel schwieriger. Mit dem zweiten beweist man sich selbst nur, dass man die Aufmerksamkeit der Leute halten kann. Mit dem dritten muss man ihre Aufmerksamkeit halten, aber die Mittel dazu ändern, damit man nicht noch einmal das gleiche macht. Man kann nicht mehr auf Nummer Sicher gehen.“

## Tracklist
1. Just Exist – 2:17
2. To Write Content – 2:57
3. Praise / Love – 1:01
4. Anyone / Anything – 2:39
5. DNA – 2:08
6. Harbor – 3:04
7. Kerosene – 1:42
8. Blue Angels – 1:31
9. Social Caterpillar – 3:03
10. Non Fiction – 3:05
11. Steps – 2:38
12. Is Survived By – 3:30

## Rezeption
Is Survived By wurde überwiegend positiv aufgenommen. Metacritic errechnete aus einer Basis von 15 Kritik eine durchschnittliche Bewertung von 87 von 100 möglichen Punkten, dies entspricht „Universal Acclaim“ (dt. allseitiger Lob).
Is Survived By lag im September 2013 dem Musikmagazin Visions für Abonnenten bei. Das Album wurde auch Album des Monats Oktober 2013. In den Endjahreswertung erreichte es Platz 2 der Redakteure sowie Platz 4 der Leser.